# گایسو
گایسو (به آلمانی: Gaißau) یک منطقهٔ مسکونی در اتریش است که در ناحیه برگنتس واقع شده‌است. گایسو ۵٫۳۲ کیلومتر مربع مساحت دارد ۳۹۶–۴۰۰ متر بالاتر از سطح دریا واقع شده‌است.